# Nokia 3120 classic
El Nokia 3120 classic es un terminal de diseño clásico que incorpora la tecnología 3G y una cámara de fotos de 2 megapíxeles con flash que le convierten en un teléfono de gama media. En su diseño destaca su pantalla de 2 pulgadas TFT con 16 millones de colores, su teclado amplio y su poco grosor. Salió al mercado en febrero de 2008 por unos 150€ (220$) en tres colores negro, rojo y morado.

## Pantalla y sonido
Tiene una pantalla TFT QVGA de 2 pulgadas con 16 millones de colores. Para el sonido cuenta con un altavoz en la parte de atrás por el que se puede reproducir la radio y las pistas de música. Además se le puede conectar unos auriculares mediante la toma de 2,5 mm que incorpora.
es muy eficiente

## Cámara
Posee dos cámaras, la principal de 2 megapíxeles, de una resolución 1600x1200 con flash incorporado. Las fotos guardadas se pueden transmitir a una impresora compatible o a un kiosco de impresión mediante la tecnología Bluetooth, una tarjeta de memoria o directamente a una impresora compatible con PictBridge a través de un cable USB. Captura vídeos en calidad VGA. La otra cámara se destina para uso en las videollamadas, es una cámara VGA (640X480) que se encuentra en la parte delantera del móvil.
Otras características de la cámara:
- Formato de archivos de imagen fija: JPEG
- Formato de vídeo: 3GPP
- Autoenfoque
- Balance de blancos: automático, luz de día, tungsteno, horizonte, fluorescente
- Tonos del color: normal, sepia, blanco y negro, negativo
- Zoom: digital hasta 8x (4x para vídeo)

## Batería
- Batería: BL-4U
- Capacidad Batería: Batería de Ion Litio 1000 mA h
- Tiempo de conversación: hasta 2 h 45 min. (WCDMA), hasta 3 h 20 min. (GSM)
- Tiempo de espera:hasta 12 días (WCDMA) y (GSM)
- La autonomía de las baterías puede variar en función de la tecnología de acceso de radio, la configuración de la red del operador y el uso.

## Cobertura
- WCDMA 850, 2100 / 900,2100 / 850,1900 de doble banda, según la región.
- EGSM 850, 900, 1800, 1900 de cuádruple banda.

## Radio
Es posible escuchar música e interactuar con emisoras de radio. Además, aprovechando las capacidades de conectividad, incorpora Visual Radio, característica con la que se permite el acceso a información relativa a la canción que se está emitiendo, de su cantante, y otros datos de interés relacionados.

## Internet
Gracias a la tecnología 3G, este móvil cuenta con una buena velocidad de navegación por la web (hasta 384 kbit/s) que le permite ver vídeos y otros contenidos en tiempo real de la web. El terminal incorpora el navegador por defecto de Nokia y la versión del navegador Ópera para móviles, el Opera Mini 4. También trae otras aplicaciones que se benefician de este "Internet rápido" como My Nokia, Widsets y Yahoo! Go

## Conectividad
- Tecnología Bluetooth integrada versión 2.0 y A2DP
- USB 2.0 a través de interfaz Pop-Port™ (cable CA-101 de Nokia), compatible con la clase de almacenamiento masivo con función “arrastrar y soltar”
- Toma de 2,5 mm para auriculares estéreo
- Conexión mediante Nokia PC Suite con USB y tecnología Bluetooth
- Sincronización local de los contactos y la agenda con un PC por medio de una conexión compatible
- Envía y recibe imágenes, secuencias de vídeo, gráficos y tarjetas de visita a través de la tecnología Bluetooth

## Memoria y funciones básicas
Dispone de una memoria dentro del terminal de 24 MiB ampliable mediante la ranura para tarjetas microSD compatible con hasta 4 GiB de capacidad (funciona con hasta 8 GiB) . Incluye un reproductor de música y vídeo que reproduce los formatos MP3, AAC, AAC+, MP4 de audio en alta calidad y MP4 y 3GPP de vídeo en pantalla completa (horizontal). Admite videollamada y PPH

## Contenido del paquete de venta
- El terminal Nokia 3120 classic
- Batería Nokia BL-4U
- Cargador Compacto Nokia AC-3
- Kit Manos Libres Portátil HS-40 (mono, un auricular)
- Guía del usuario